# 宇都宮市立田原小学校
宇都宮市立田原小学校（うつのみやしりつ たわらしょうがっこう）は、栃木県宇都宮市上田原町にある公立小学校。

## 通学区域
- 宇都宮市
  - 相野沢町[2]
  - 上大塚町の一部
  - 上田原町の一部
  - 逆面町
  - 下田原町
  - 宝井町
  - 古田町

## 進学先中学校
- 宇都宮市立田原中学校

中学受験などを受け、宇都宮大学共同教育学部附属中学校や私立中学校へ進学する場合もある。